# Матезіс
Українська молодіжна фундація політико-правових досліджень «Матезіс» — наукове товариство і неприбуткова неурядова молодіжна організація, створена з метою об’єднання талановитих студентів, молодих вчених-правників та юристів-практиків навколо ідеї створення незалежного центру інноваційних наукових досліджень у політичній і правовій сферах.

## Історія заснування
Фундацію засновано 1 жовтня 2007 у Миколаєві представниками правничого студентства; 2 жовтня 2007 створено ініціативну робочу групу за підтримки Союзу обдарованої молоді. Ліга студентів Асоціації правників України анонсувала проведення Першого Всеукраїнського конкурсу студентських наукових робіт з актуальних проблем сучасної української політики та права .
Завдяки підтримці Європейської асоціації студентів-юристів у лютому-травні 2008 року було організовано просвітницький захід — Всеукраїнський конкурс студентських наукових робіт з проблематики прав людини.
У процесі вироблення організаційної концепції дослідної роботи Фундацією було підготовлено і запущено кілька довгострокових і постійно діючих програм: науково-дослідну, видавничу, освітньо-просвітницьку і грантову. Було і підготовлено кілька грантових проектів з організації і проведення комплексних наукових досліджень, за результатами яких планується підготувати до друку та видати цілу низку актуальних навчально-практичних і науково-методичних видань за підтримки провідних наукових та інформаційно-аналітичних центрів України[?] (що згодом вилилось у заснування Всеукраїнського суспільно-політичного часопису "Юридичний авангард"). Однією з ключових тематик видань, що готуються, — це питання європейської та євроатлантичної інтеграції України, а також місця України в сучасній системі міжнародних відносин.
Із середини травня 2008 року Фундація розпочала активну роботу в регіонах. Практичним результатом цього стало створення постійно діючих осередків організації на базі провідних вищих навчальних закладів України.
8 жовтня 2008 року, через рік після заснування Фундації, організація увійшла до складу створеної на її основі нової всеукраїнської молодіжної громадської організації – Національного молодіжного правничого союзу України.
На сьогоднішній день організація перебуває у стані реформування в політичну партію.

## Осередки організації
| Область                   | Голова                                              |
| ------------------------- | --------------------------------------------------- |
| АР Крим                   | Козлова Олена Валеріївна                            |
| Волинська область         | Бубало Олена Олександрівна                          |
| Донецька область          |                                                     |
| Дніпропетровська область  | Кононов Данило Ігорович                             |
| Закарпатська область      | Марчук Роман Валентинович                           |
| Запорізька область        | Баглай Олександра Анатоліївна                       |
| Івано-Франківська область | Пронь Надія Іванівна                                |
| Київська область          | Гончарук Сергій Володимирович                       |
| Кіровоградська область    | Пєнкіна Анастасія                                   |
| Львівська область         | Марусяк Олександр Олександрович                     |
| Миколаївська область      | Герасим'юк Олександр Сергійович                     |
| Одеська область           | Леванець Сергій Петрович                            |
| Харківська область        | Пузаненко Вікторія Володимирівна                    |
| Черкаська область         | Сьобко Дмитро Вікторович                            |
| Чернівецька область       | Федів Юлія Олександрівна                            |
| Київ                      | Кузьменко Артем Васильович, Кучерук Юлія Михайлівна |

| Первинні осередки | Голова                           |
| ----------------- | -------------------------------- |
| Донецьк           | Сальнікова Ксенія Андріївна      |
| Канів             | Кучеренко Роман Анатолійович     |
| Кривий Ріг        | Сергієнко Наталія Анатоліївна    |
| Маріуполь         | Савка Олександр Вадимович        |
| Нікополь          | Нестеренко Олексій Володимирович |
| Харків            | Бордюгова Катерина Андріївна     |
| Черкаси           | Колісник Олена Сергіївна         |

## Символіка

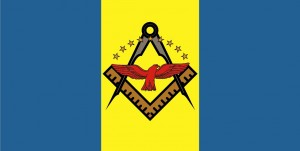
Прапор Союзу

### Емблема
Емблема Союзу являє собою металевий циркуль із дерев'яним косинцем, поєднані разом, у які вписано зображення червоного яструба, оточеного дев'ятьма п'ятипроменевими зірками жовтогарячого кольору.

### Прапор
Прапор Союзу являє собою двокольоровий прямокутний стяг із трьох рівновеликих вертикальних смуг синього і жовтого кольорів із співвідношенням сторін 1:2. У центрі жовтої смуги прапора відтворено зображення емблеми Союзу.

## Журнал «Юридичний авангард»

Обкладинка журналу «Юридичний авангард»

Журнал «Юридичний авангард» було засновано 1 вересня 2008 року Українською молодіжною фундацією політико-правових досліджень «МАТЕЗІС» — науковим крилом створеної 8 жовтня 2008 року Всеукраїнської молодіжної громадської організації «Національний молодіжний правничий Союз».
Журнал «Юридичний авангард» — перше і єдине в Україні молодіжне громадсько-політичне видання, присвячене актуальним питанням і важливим проблемам політико-правового життя сучасної України.
Мова видання: українська.
Періодичність випуску — щоквартально. Обсяг — до 120 сторінок друкованого тексту (8 друкованих аркушів).
Редакційна колегія журналу постійно запрошує студентів, молодих науковців, юристів-практиків до спільної роботи.